# Idioma dahalo
El dahalo es un idioma de las familia cushita hablado por unas 3.100 personas en la Provincia Litoral de Kenia cerca de la desembocadura del río Tana. El dahalo es la única lengua conocida en todo el mundo cuyo sistema fonológico usa los cuatro mecanismos de flujo de aire que se encuentran en las lenguas humanas (el resto de lenguas usan 3 o menos de estos mecanismos).

## Aspectos históricos, sociales y culturales

### Historia
Los dahalo tradicionalmente eran cazadores de elefantes que vivían disperson entre los suajili y otros pueblos bantúes y siempre vivían en aldeas mixtas, por lo que usualmente eran bilingües. Es posible que actualmente no queden muchos niños que aprendan la lengua de sus padres.
El dahalo también se denomina Guo, Garimani o Sanye, este último un nombre compartido con sus vecinos los waata, que también eran originalmente cazadores-recolectores.

## Descripción lingüística
El dahalo tiene un sistema fonológico muy amplio y diverso, usando todos los mecanismos de flujo de aire conocidos en las lenguas humanas: clics, eyectivas, implosivas así como el mecanismo pulmonar egresivo, que está presente en todas las lenguas.
Además, el dahalo hace distinciones fonológicas poco usuales. Por ejemplo contrasta laminales y apicales, como algunas lenguas de Australia y California; oclusivas y fricativas epiglotales y glotales, como en Oriente Próximo, el Cáucaso y el norte de la costa del Pacífico de Norteamérica; y es tal vez la única lengua del mundo que tiene contraste fonológico entre una fricativa lateral alveolar sorda y una fricativa lateral palatal sorda.
Se sospecha que los dahalos pudieron haber hablado una lengua similar al sandawe o el hadza, y que por esa razón retiene clics consonánticos en algunas palabras. La lengua de los dahalo habría sido substituida por una forma de cushítico que conservó una fuerte influencia substrato de su lengua original. Eso parece explicar que muchas palabras con clics de hecho forman parte del vocabulario básico.
La clasificación del dahalo es dudosa, tradicionalmente se ha incluido en el cushita meridional, Tosco (1991) argumenta por el contrario que debe incluirse en el cushita oriental, y Kießling (2001) coincide que tiene muchas demasiadas características cushitas orientales para ser considerada parte del cushita meridional.

### Fonología

#### Inventario consonántico
El dahalo tiene un inventario consonántico enorme. Maddieson et al. (1993) contabiliza 62 consonantes diferentes, mientras que Tosco (1991) reconoce 50 diferentes. El inventario presentado por Maddieson es:
|                     |                     |             | Labial | Alveolar | Alveolar | Alveolar | Post- alveolar | Palatal | Velar | Velar | Epiglotal | Glotal |
| laminal             | apical              | labial      | Labial | simple   | labial   |          | Post- alveolar | Palatal |       |       | Epiglotal | Glotal |
| ------------------- | ------------------- | ----------- | ------ | -------- | -------- | -------- | -------------- | ------- | ----- | ----- | --------- | ------ |
| Nasal               | Nasal               | Nasal       | m      | n        | n        |          |                | ɲ       |       |       |           |        |
| Nasalizada clic (1) | Nasalizada clic (1) | glotalizada |        | ᵑʇˀ      |          | ᵑʇˀʷ     |                |         |       |       |           |        |
| Nasalizada clic (1) | Nasalizada clic (1) | simple      |        | ᵑʇ       |          | (ᵑʇʷ)    |                |         |       |       |           |        |
| Oclusiva            | simple              | sorda       | p      | t̪        | t̠        |          |                |         | k     | kʷ    | ʡ         | ʔ      |
| Oclusiva            | simple              | sonora      | b      | d̪        | d̠        |          |                |         | ɡ     | ɡʷ    |           |        |
| Oclusiva            | pre- nasalizada     | sorda       | ᵐp ?   | ⁿt̪ ?     | ⁿt̠ ?     |          |                |         | ᵑk ?  | ᵑkʷ ? |           |        |
| Oclusiva            | pre- nasalizada     | sonora      | ᵐb     | ⁿd̪       | ⁿd̠       | (ⁿd̠ʷ)    |                |         | ᵑɡ    | (ᵑɡʷ) |           |        |
| Oclusiva            | Eyectiva            | Eyectiva    | pʼ     | t̪ʼ       | t̠ʼ       |          |                |         | kʼ    | kʷʼ   |           |        |
| Implosiva           | Implosiva           | sonora      | ɓ      | ɗ        | ɗ        |          |                |         |       |       |           |        |
| Africada            | simple              | sorda       |        | ts       | ts       |          | tʃ             |         |       |       |           |        |
| Africada            | simple              | sorda       |        |          | dz       | dzʷ      | dʒ             |         |       |       |           |        |
| Africada            | pre- nasalizada     | sorda       |        | ⁿts ?    | ⁿts ?    |          | ᶮtʃ ?          |         |       |       |           |        |
| Africada            | pre- nasalizada     | sonora      |        | ⁿdz      | ⁿdz      |          | (ᶮdʒ)          |         |       |       |           |        |
| Africada            | eyectiva            | central     |        |          |          |          | (tʃʼ)          |         |       |       |           |        |
| Africada            | eyectiva            | lateral     |        | tɬʼ      | tɬʼ      |          |                | c𝼆ʼ (2) |       |       |           |        |
| Fricativa           | Fricativa           | central     | f      | s (z)    | s (z)    |          | (ʃ)            |         |       |       | ʜ         | h      |
| Fricativa           | Fricativa           | lateral     |        |          | ɬ        | (ɬʷ)     |                | 𝼆 (2)   |       |       |           |        |
| Aproximante         | Aproximante         | central     |        |          |          |          |                | (j)     |       | w̜     |           |        |
| Aproximante         | Aproximante         | lateral     |        | l        | l        |          |                |         |       |       |           |        |
| Rótica              | Rótica              | Rótica      |        | r        | r        |          |                |         |       |       |           |        |
1 Los clics dentales son se transcriben más comúnmente <ǀ>. Por legibilidad, aquí se ha usado la grafía alternativa <ʇ>; que también se usa en algunas fuentes como Elderkin.
El inventario analizado por Tosco difiere en no incluir los clics labializados, las laterales paltales y las consonantes sordas prnasalizadas (ver más adelante), además de analizar /t̠ʼ/ como /tsʼ/, y añadir /dɮ/, /ʄ/ y /v/ (que Maddieson et al. consideran como alófonos de /w/).
Este inventario es notorio tipológicamente parece ser el resultado de un contacto lingüístico continuado con otras lenguas vecinas, un amplio bilingüísmo de sus hablantes así como de influencias de tipo substrato y superestrato. Solo 27 consonantes (señaldas en negrita) se encuentran en posición final de las raíces verbales, que Tosco considera que representan el componente heredado de la familia cushita.
Se ha podido mostrar que muchos fonemas son préstamos lingüísitcos recientes de otras lenguas a través de préstamos léxicos:
- /z/ se encuentra solo en préstamos recientes desde lenguas bantúes y se ha adaptado a veces como /d̪/.
- /tʃʼ/ se encuentra solo en préstamos léxicos del suajili.
- /ʃ/ se encuentra solo en préstamos del suajili y el somalí.

Además, muchas consonantes aparecen solo marginalmente. Cinco de ellas están testimoniadas por solo una raíz:
- /ⁿd̠ʷ/
- /ᶮdʒ/, en /kípuᶮdʒu/ 'lugar donde el maíz es aderezado'
- /ᵑɡʷ/, en /háᵑɡʷaraᵑɡʷára/ 'ciempiés'
- /ɬʷ/, en /ɬʷaʜ-/ 'pellizcar'.
- /j/, en /jáːjo/ 'madre'.

Se conocen menos de cinco ejemplos de /ᵑʇˀʷ, tʃ, tsʼ, tʃʼ, kʷʼ, dɮ, ʄ, ⁿd̠, ⁿdz/.
Algunos autores han analizado las oclusivas sordas prenasalizadas como nasales silábicas más oclusivas. Sin embargo, si este análisis fuera correcto se esperaría que la sílaba adicional diera posibilidades tonales adicionales a las palabras, ya que el dahalo tiene un acento tonal dependiente del número de sílabas (ver más abajo), pero Maddieson et al. informan que esto parece no suceder. Por su parte, Tosco (1991) analiza estos grupos consonánticos y añade algunos nuevos con fricativas y glotalizadas: /nf/, /nt̪ʼ/, /ntɬʼ/ and /nʔ/.

#### Inventario vocálico
El dahalo tiene un sistema simétrico formado por cinco pares de vocales largas y cortas (dando un inventario de 10 unidades):
|         | Anterior | Posterior |
| ------- | -------- | --------- |
| Cerrada | i / iː   | u / uː    |
| Media   | e / eː   | o / oː    |
| Abierta | a / aː   | a / aː    |